# Genetta servalina
Genetta servalina (генета сервалова) — вид хижих ссавців з родини Віверові (Viverridae). Країни поширення: Камерун, Центральноафриканська Республіка, Конго, Демократична Республіка Конго, Екваторіальна Гвінея, Габон, Кенія, Руанда, Судан, Танзанія, Уганда. Записаний на висоті 3500 м на горі Елгон, Кенія і, можливо, на висотах вище 4400 м у східній частині Демократичної Республіки Конго. Присутній e первинних і вторинних низовинних, передгірних і гірських лісах і галерейних лісах.

## Загрози та охорона
Серйозних загроз нема. Однак, ці тварини часто зустрічаються на ринках диких тварин; їх шкури використовуються для браслетів на зап'ястя, капелюхів для танців тощо. Присутні в кількох охоронних територіях.